# Richard Scheer
 (février 2015).
Si vous disposez d'ouvrages ou d'articles de référence ou si vous connaissez des sites web de qualité traitant du thème abordé ici, merci de compléter l'article en donnant les références utiles à sa vérifiabilité et en les liant à la section « Notes et références ».
Richard Scheer, né le 9 mars 1974 à Victoria aux Seychelles, est un haltérophile franco-seychellois. Il est Ingénieur du Conservatoire National des Arts & Métiers et diplômé de l'ESCP Europe.

## Biographie
Richard Scheer est né à Victoria, capitale des Seychelles située sur l’île de Mahé. Il arrive en France à l’âge de 6 ans.
Il découvre l'haltérophilie par hasard à 14 ans, lors d’une journée portes ouvertes. Il entre deux ans plus tard à l’Institut National du Sport et de l'Education Physique (INSEP), centre d'entraînement de l'élite du sport français, où il séjourne durant plusieurs années.
Crédité de multiples sélections en équipe de France, il participe aux Jeux olympiques d’Athènes en 2004 avant de mettre un terme à sa carrière. Richard Scheer a marqué le paysage haltérophile par sa régularité dans les compétitions nationales et internationales, ses efforts à promouvoir sa discipline, ainsi que par son investissement dans le monde associatif.
Journaliste sportif et porte-parole de la Fédération française d’haltérophilie, il commente durant plusieurs années les divers Championnats d'Europe et du Monde d'haltérophilie, ainsi que les Jeux Olympiques d'Athènes en 2004 à la suite de sa participation.
Richard Scheer fut également bénévole, dirigeant puis Président d'association sportive entre 1994 et 2008. Il est membre permanent de l’Association mondiale des Olympiens.
Personnalité engagée et fort de son expérience personnelle, il prône la valorisation du sport en tant que vecteur de santé publique, d’insertion sociale et d’éducation.

## Palmarès
- 12e des Jeux olympiques d’Athènes 2004
- Champion et recordman de France (13 titres et 21 records nationaux)
- Vice-champion de l'Union Européenne 1999 (Espagne)
  -  Médaille d’argent de l’arraché
  -  Médaille d’argent de l’épaulé-jeté
  -  Médaille d’argent du total olympique
- Vainqueur des Jeux des îles de l'océan Indien 2003 (Île Maurice)
  -  Médaille d’or de l’arraché
  -  Médaille d’or de l’épaulé-jeté
  -  Médaille d’or du total olympique
- Médaillé des Jeux africains 2003 (Nigeria)
  -  Médaille d’argent de l’arraché
  -  Médaille de bronze du total olympique
- Champion d’Afrique de l’arraché en 2004 (Tunisie)
  -  Médaille d’or de l’arraché